# 키프로스의 대통령
키프로스의 대통령(Πρόεδρος της Κυπριακής Δημοκρατίας)은 키프로스 공화국의 국가 원수이자 정부 수반이다. 이 직위는 키프로스가 영국으로부터 독립한 1960년에 창설되었으며, 현재 니코스 흐리스토둘리디스가 대통령을 맡고 있다.

## 키프로스 공화국의 대통령 목록 (1960년 ~ 현재)
| #   | 이름                              | 이미지 | 임기 시작       | 임기 끝         | 정당           |
| --- | --------------------------------- | ------ | --------------- | --------------- | -------------- |
| 1   | 대주교 마카리오스 3세 (축출)      |        | 1960년 8월 16일 | 1974년 7월 15일 | 무소속         |
| –   | 니코스 삼프손 (권한 대행)         |        | 1974년 7월 15일 | 1974년 7월 23일 | 진보전선       |
| –   | 글라프코스 클레리디스 (권한 대행) |        | 1974년 7월 23일 | 1974년 12월 7일 | 통합민주당     |
| (1) | 마카리오스 3세 (복귀)             |        | 1974년 12월 7일 | 1977년 8월 3일  | 무소속         |
| 2   | 스피로스 키프리아누               |        | 1977년 9월 3일  | 1988년 2월 28일 | 민주당         |
| 3   | 요르요스 바실리우                 |        | 1988년 2월 28일 | 1993년 2월 28일 | 무소속         |
| 4   | 글라프코스 클레리데스             |        | 1993년 2월 28일 | 2003년 2월 28일 | 민주집회당     |
| 5   | 타소스 파파도풀로스               |        | 2003년 2월 28일 | 2008년 2월 28일 | 민주당         |
| 6   | 디미트리스 흐리스토피아스         |        | 2008년 2월 28일 | 2013년 2월 28일 | 노동인민진보당 |
| 7   | 니코스 아나스타시아디스           |        | 2013년 2월 28일 | 2023년 2월 28일 | 민주집회당     |
| 8   | 니코스 흐리스토둘리디스           |        | 2023년 2월 28일 | 현직            | 무소속         |

## 같이 보기
- 키프로스의 정치